# Église Saint-Georges de Saint-Georges-de-Didonne
L’église Saint-Georges est une église paroissiale située à Saint-Georges-de-Didonne, dans le département de la Charente-Maritime. Elle appartient à la paroisse de Royan-Côte de Beauté, au doyenné de Royan et au diocèse de La Rochelle et Saintes.

## Localisation
L'église Saint-Georges est située sur la principale esplanade publique du centre-ville, la place de Verdun (ex-cimetière paroissial au Moyen Âge, puis Champ de foire à partir du XIXe siècle) où se dressait également autrefois le presbytère. Elle est délimitée au nord par la rue d'Alger. Son clocher est resté un repère de premier plan dans le paysage urbain et est visible jusqu'à la pointe de Grave, au Verdon-sur-Mer, de l'autre côté de l'estuaire.

## Historique
L’église est mentionnée pour la première fois dans une bulle du pape Grégoire VII en 1075, qui évoque le « Monasterium sancti Georgii juxta Castrum Didonium » (monastère Saint-Georges près du château de Didonne). Lieu de culte des villages de Saint-Georges et de Didonne, elle est partie intégrante d’un prieuré-cure clunisien fondé par la puissante Maison de Didonne et dépendant de Saint-Eutrope de Saintes. L’église est reconstruite au XIIe siècle, époque où la région voit se multiplier les chantiers d’églises romanes. Elle sert de halte aux pèlerins en route vers Saint-Jacques-de-Compostelle, qui traversent ensuite l’estuaire de la Gironde vers Soulac et sa basilique Notre-Dame-de-la-fin-des-Terres (voie de Soulac) ou poursuivent par voie de terre vers Talmont, Blaye et Bordeaux. 

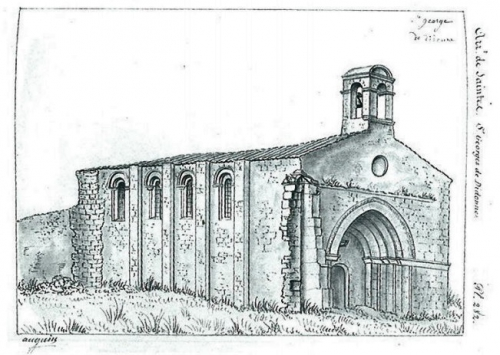
L'église telle qu'elle apparaît jusqu'au milieu du XIXe siècle. Gravure de Louis-Benjamin Auguin en 1839.

En 1546, la décision du roi François Ier de réformer la fiscalité locale conduit à un violent soulèvement, appelé jacquerie des Pitauds, qui embrase la Saintonge, l'Angoumois et la Guyenne. Les cloches de l'église ayant sonné le tocsin de la révolte sont confisquées et entreposées au château de Royan, comme celles d'une grande partie des paroisses alentour. La vie paysanne s'en trouve désorganisée. Durement éprouvée pendant les guerres de Religion, l'église, en partie détruite, n’est que maladroitement relevée ensuite. La façade romane est remaniée en 1606 et il faut attendre 1784 pour que soit élevé le carré du transept, où est alors placé le maître-autel. En 1852, la chapelle des fonts baptismaux, de style néo-gothique, est percée dans le mur sud. En 1869, alors que la fréquentation de la commune augmente sensiblement pendant l’été, un projet d’agrandissement de grande ampleur porté par le curé, le père Bascle, est sur le point d’être mis en œuvre mais il se heurte au dernier moment au déclenchement de la Guerre franco-prussienne de 1870. Un second projet voit le jour quelques années plus tard sous la supervision de l’architecte bordelais Jean-Michel Alaux et la maîtrise d’ouvrage de Faustin Cros, entrepreneur à Saint-Genis-de-Saintonge, avec pour objectif d’agrandir d’un tiers la surface de l’édifice. La première pierre de l’abside, des deux bras du transept et des absidioles est posée au cours d’une cérémonie solennelle le 30 juin 1873 en présence de l’abbé Petit, futur évêque du Puy. Enfin, sur le croisillon sud, un curieux clocher néo-roman, achevé en 1884 (comme l'indique la date inscrite sur la voûte), s'inspire de celui de l'église Saint-Barthélémy de Rion-des-Landes, édifié par le père de Jean-Michel Alaux, Gustave Alaux, en 1868. Surmonté d’une flèche en pierre, il devient un repère incontournable dans le paysage communal. La sacristie, qui fait la jonction entre la chapelle des fonts baptismaux et le croisillon sud, est édifiée en 1921. 
La voûte de la nef romane, vétuste, est réparée à l'économie et couverte d'un plafond en bois en 1915. L’église sort relativement indemne de la terrible tempête de 1916, qui abat le sommet du clocher de l’église Notre-Dame de Royan et cause de sérieux dégâts dans les alentours. Elle est en partie sinistrée lors des bombardements de la Seconde Guerre mondiale, notamment au niveau de l’abside et du croisillon nord, qui sont réparés dans l’immédiat après-guerre.

## Description
L’église Saint-Georges présente un style composite qui s’explique par la juxtaposition de parties anciennes (nef du XIIe siècle) et modernes (carré du transept du XVIIIe siècle et abside, croisillons et clocher du XIXe siècle). La façade, qui tranche par sa sobriété avec celles des églises de la région, date du XIIe siècle et a été remaniée au XVIIe siècle. Percée d’une simple porte en ogive soulignée par des voussures aveugles, elle est éclairée par un oculus et est surmontée d’un campanile qui fut longtemps le seul clocher de l’église. La nef, divisée en cinq travées, est éclairée par une série de baies en plein cintre (côté nord) et est couverte d’un tillis en bois posé en 1915, qui se voulait provisoire mais n’a jamais été ôté. La croisée du transept, qui date du XVIIIe siècle, est couverte d’une croisée d’ogives posée un siècle plus tard, comme en témoigne la date « 1880 » inscrite sur la clé de voûte. Elle se prolonge par deux croisillons flanqués d’absidioles et par une abside en cul-de-four néo-romane s’inspirant de l’architecture romane auvergnate. 
Des chapiteaux datant du XIIe siècle peuvent être admirés par les visiteurs : retrouvés lors de travaux au début du XXe siècle, ils ont été placés dans l’église moderne, soit incorporés dans la maçonnerie (à la base de l’arc doubleau entre la nef et le transept, côté gauche) soit simplement déposés dans l’église (l’un sert de bénitier). Deux d’entre eux représentent des motifs végétaux et trois autres sont historiés : ils dépeignent des scènes bibliques que l’on retrouve fréquemment dans les églises romanes des environs (le péché originel, Adam et Ève et Daniel dans la fosse aux lions) ou des visions du jugement dernier (monstres dévorant un homme). Les vitraux sont de facture classique, et datent pour partie du XIXe siècle. Quelques vitraux contemporains ont été posés en 1938 et en 1946/1947 (chapelle Notre-Dame), pour remplacer ceux détruits pendant la guerre. 
Le clocher, œuvre de l’architecte bordelais Jean-Michel Alaux, actif dans la région au XIXe siècle (il est également à l’origine de l’église du Sacré-Cœur de La Tremblade, à une quinzaine de kilomètres de Saint-Georges) est édifié entre 1877 et 1884 et a été restauré dans les années 1990. Il s’étage sur trois niveaux, à partir d’un massif en pierre de taille percé de trois oculi, surmonté d’un étage orné d’arcatures et de la salle des cloches proprement dites, percée de baies géminées et surmontées d’une horloge électrique à quatre cadrans lumineux qui, à l’instar de la plupart des églises de la région, sonne les heures, les demi-heures et l’angélus trois fois par jour. Le sommet est formé d’une flèche en pierre. Le clocher abrite trois cloches de 768 kilos, 450 kilos et 275 kilos, qui sonnent le fa, le la et le do. La plus ancienne a été refondue en 1951 et les deux autres ont été installées au cours d’une cérémonie solennelle au mois d’août 1957, sous la supervision du curé de l’époque, le père Boursier.

## Galerie de photos

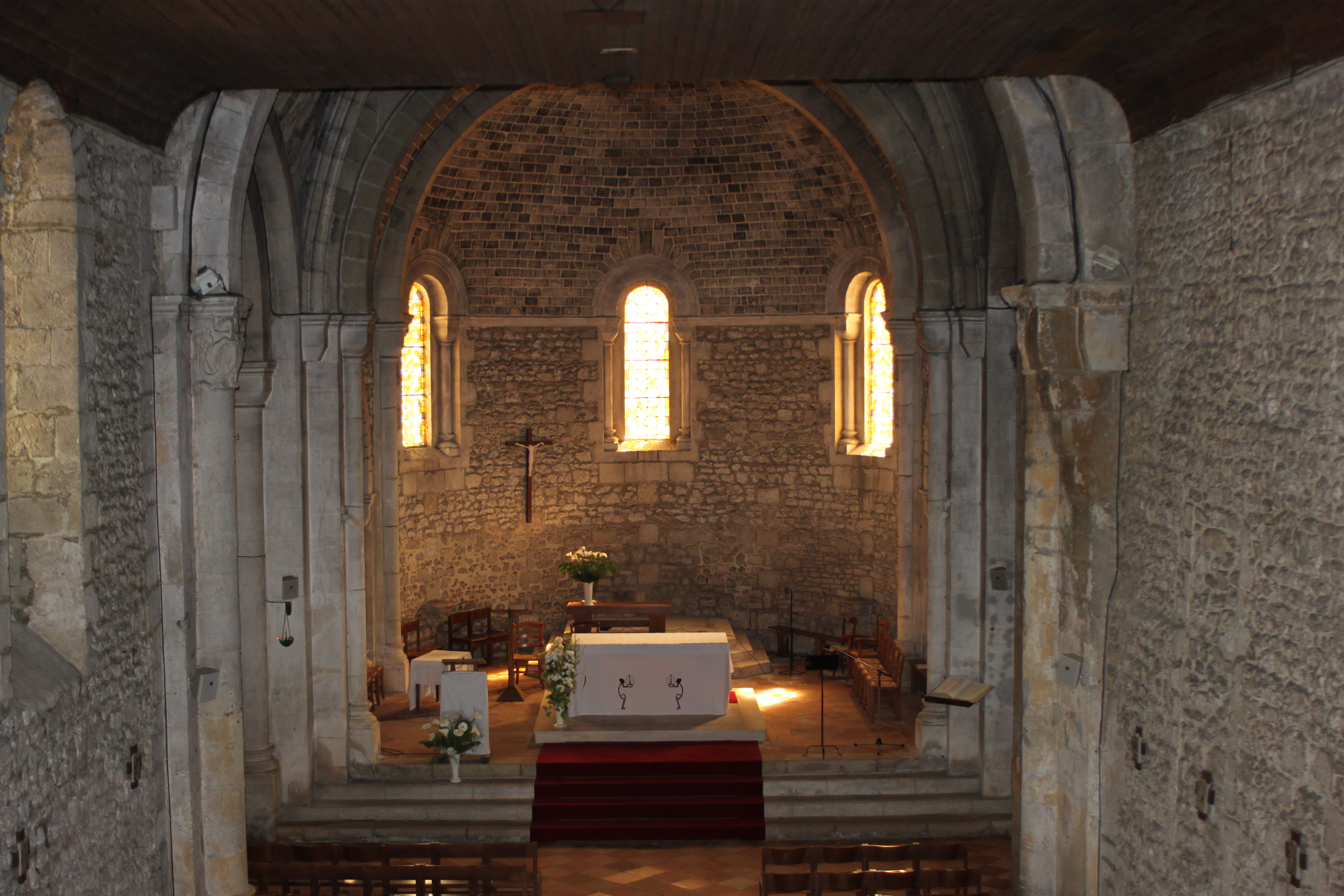
Nef.
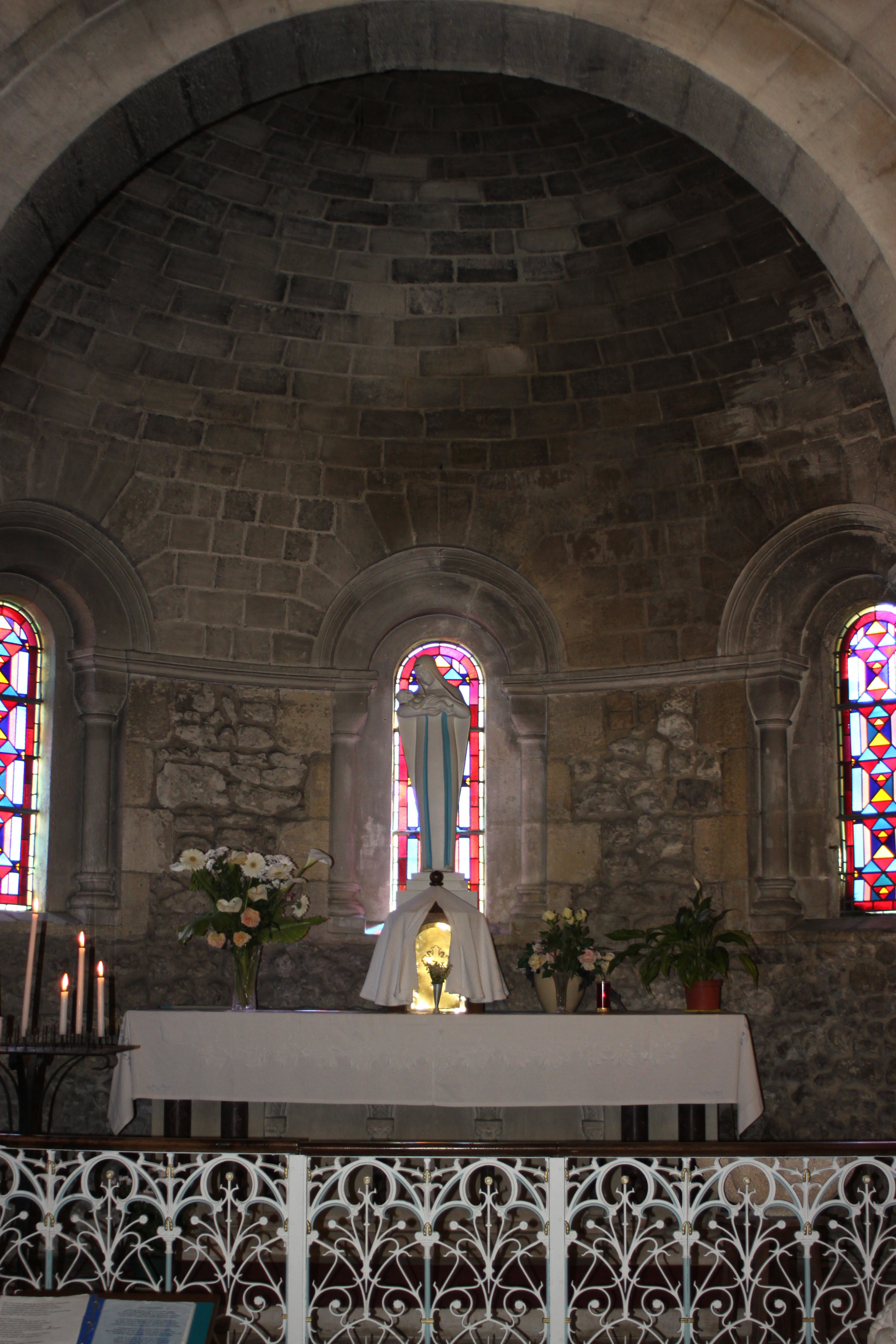
Chapelle Notre-Dame.
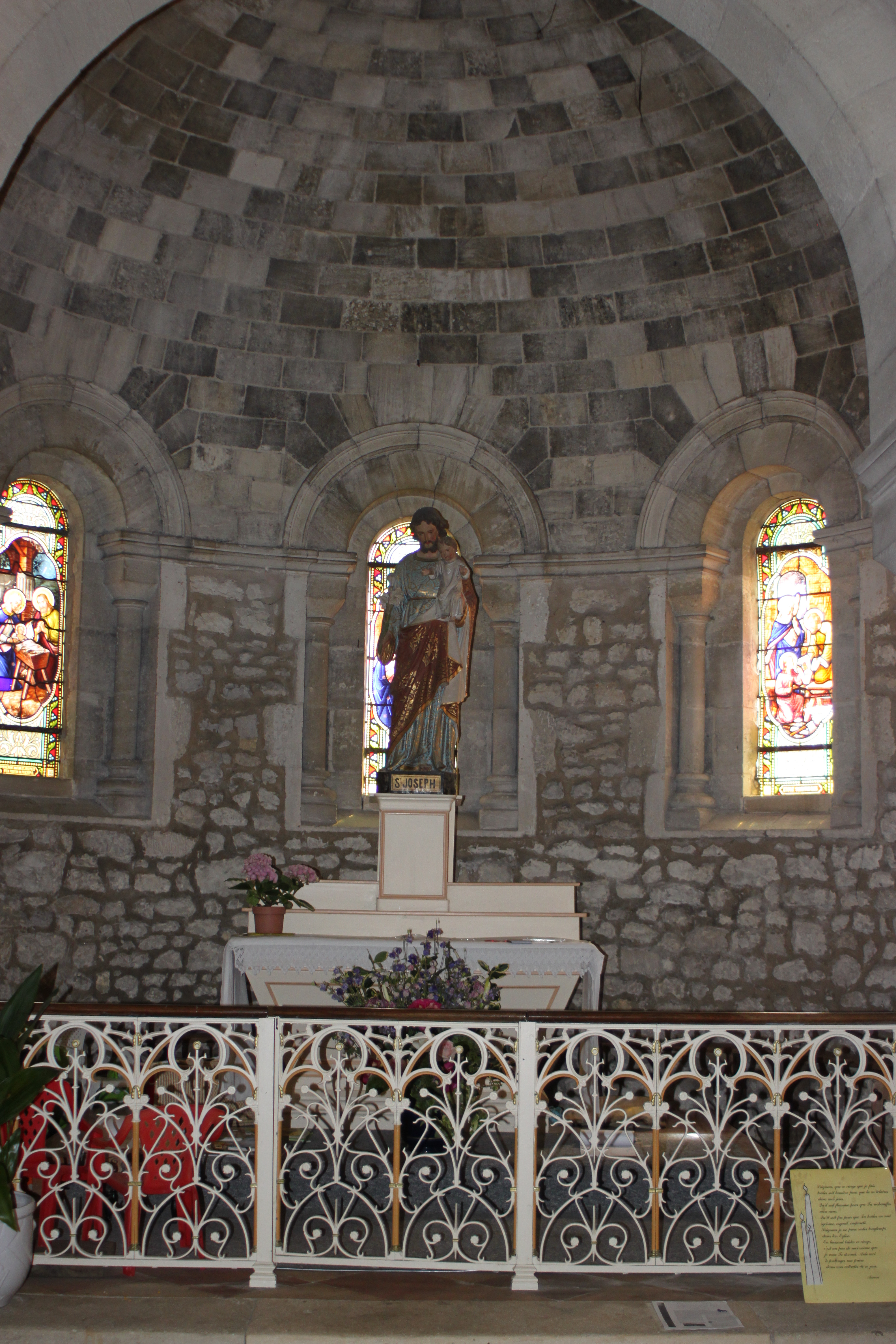
Chapelle Saint-Joseph.
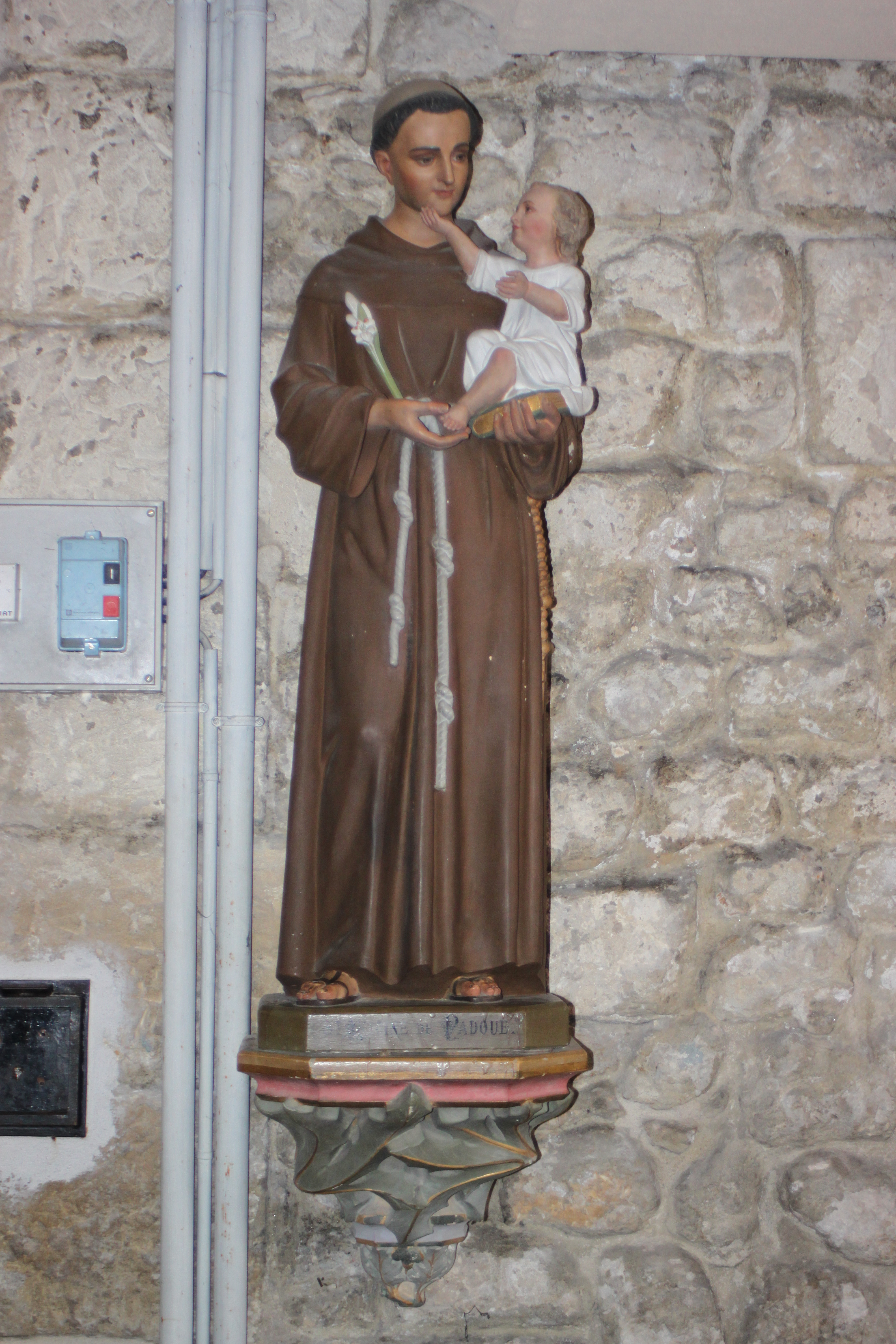
Saint-Antoine-de-Padoue.
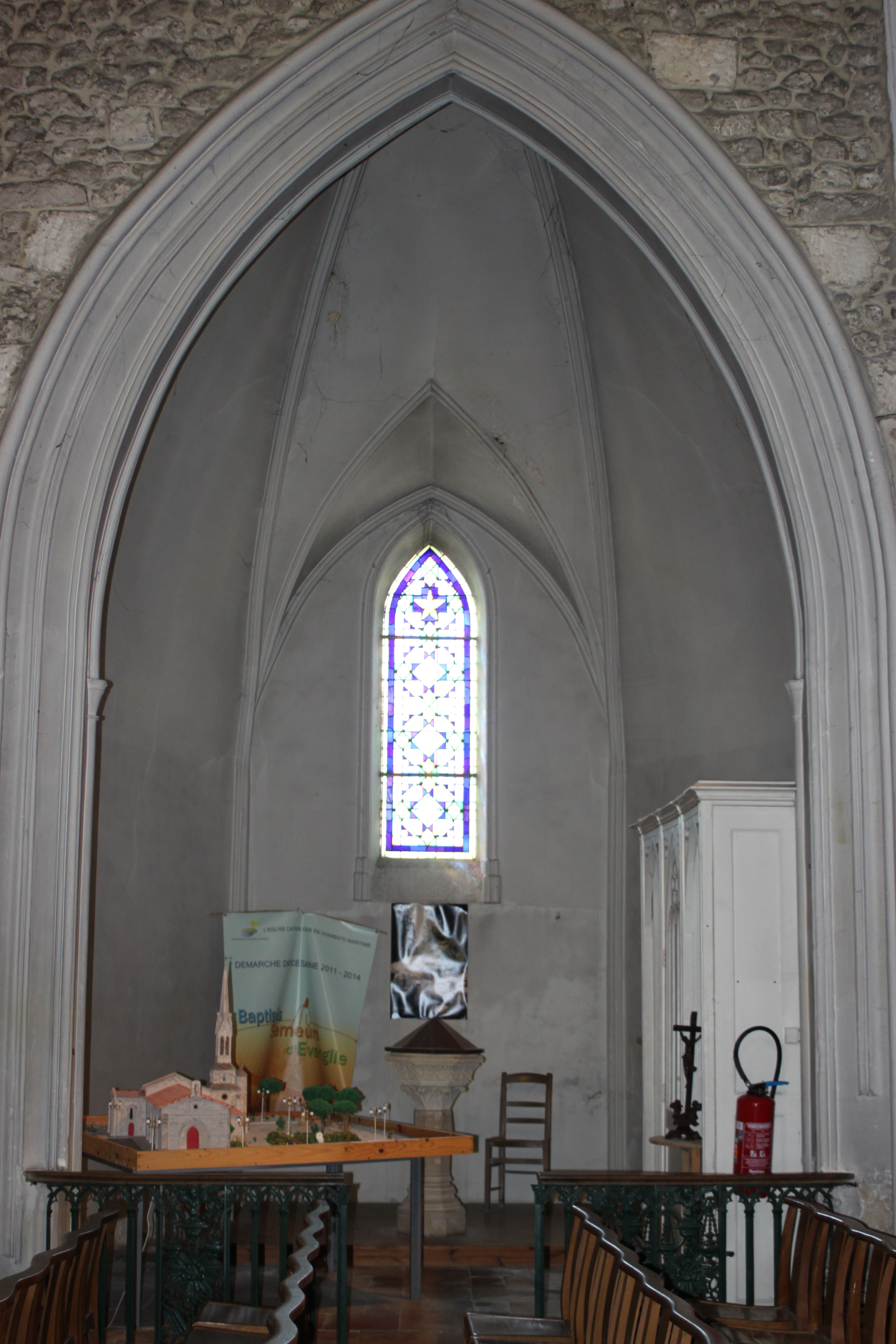
Fonts baptismaux.
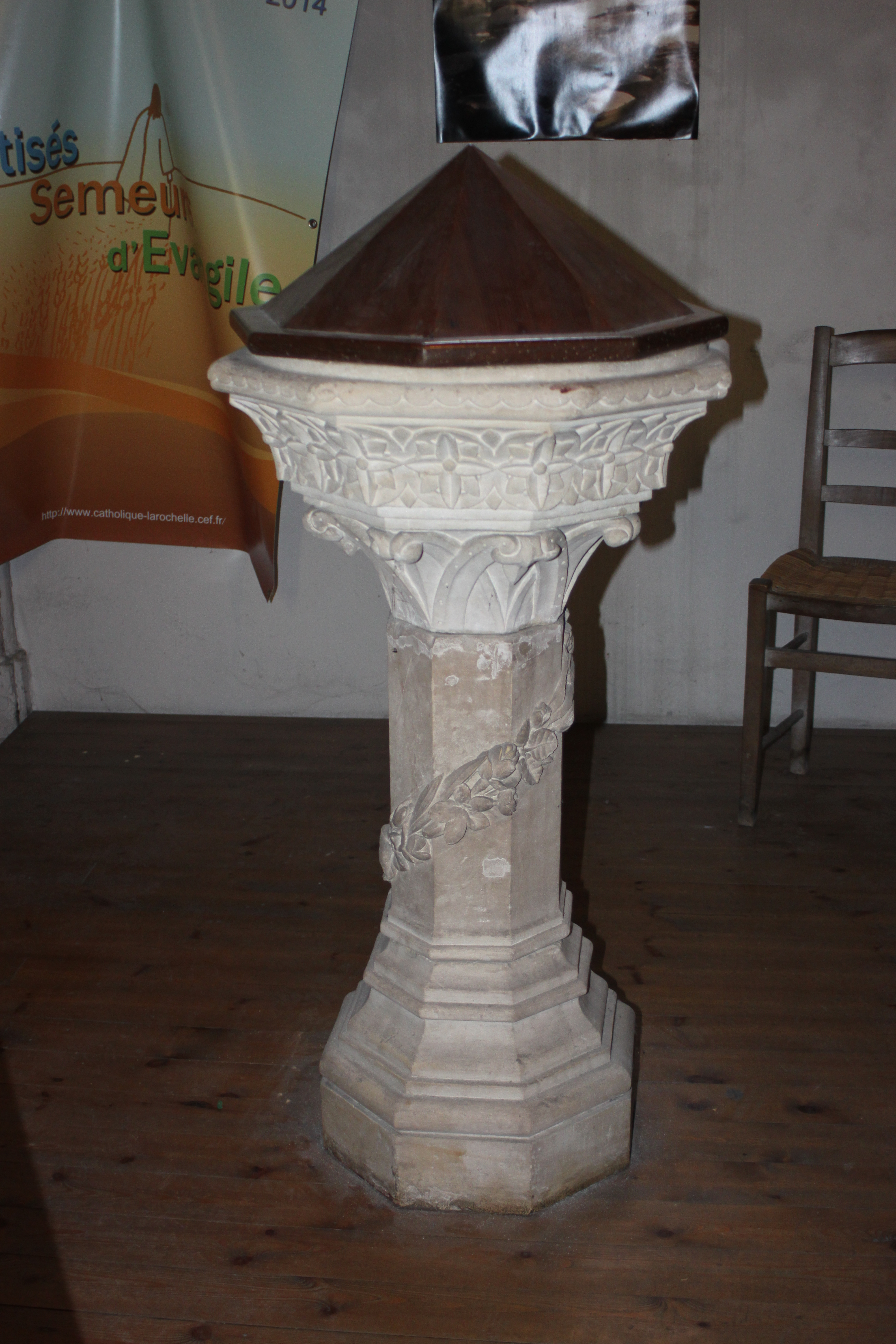
Baptistère.
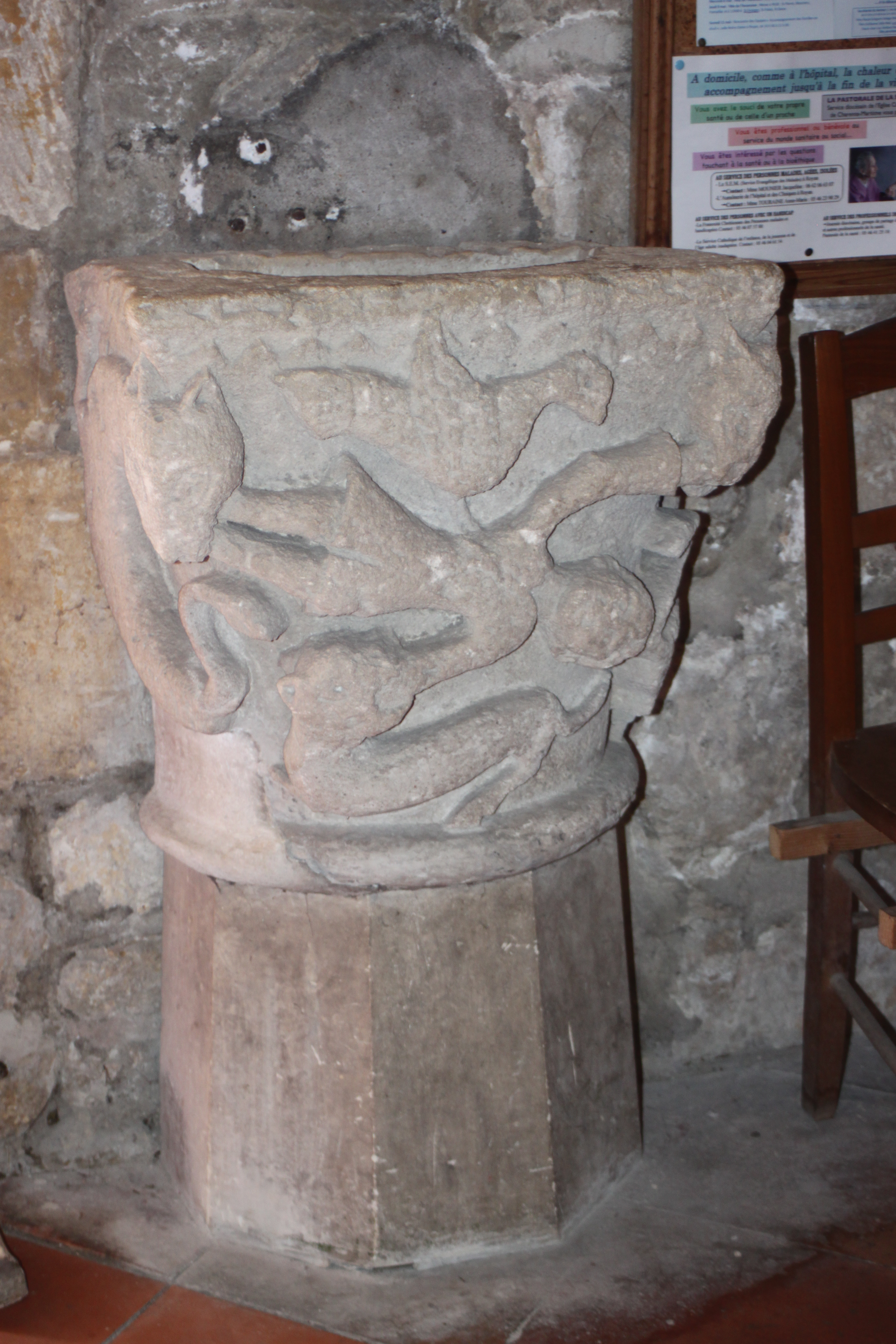
Bénitier.
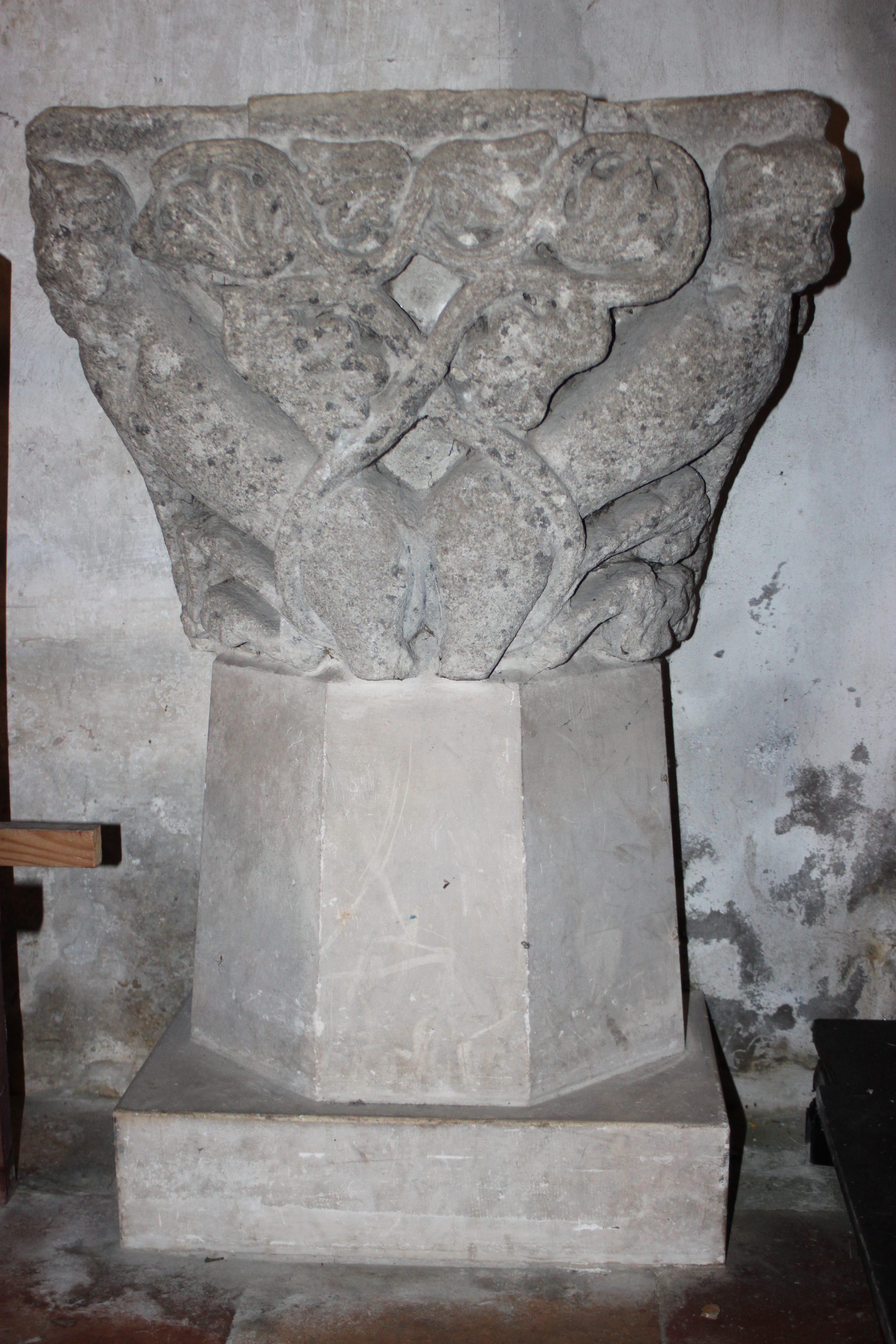
Bénitier.
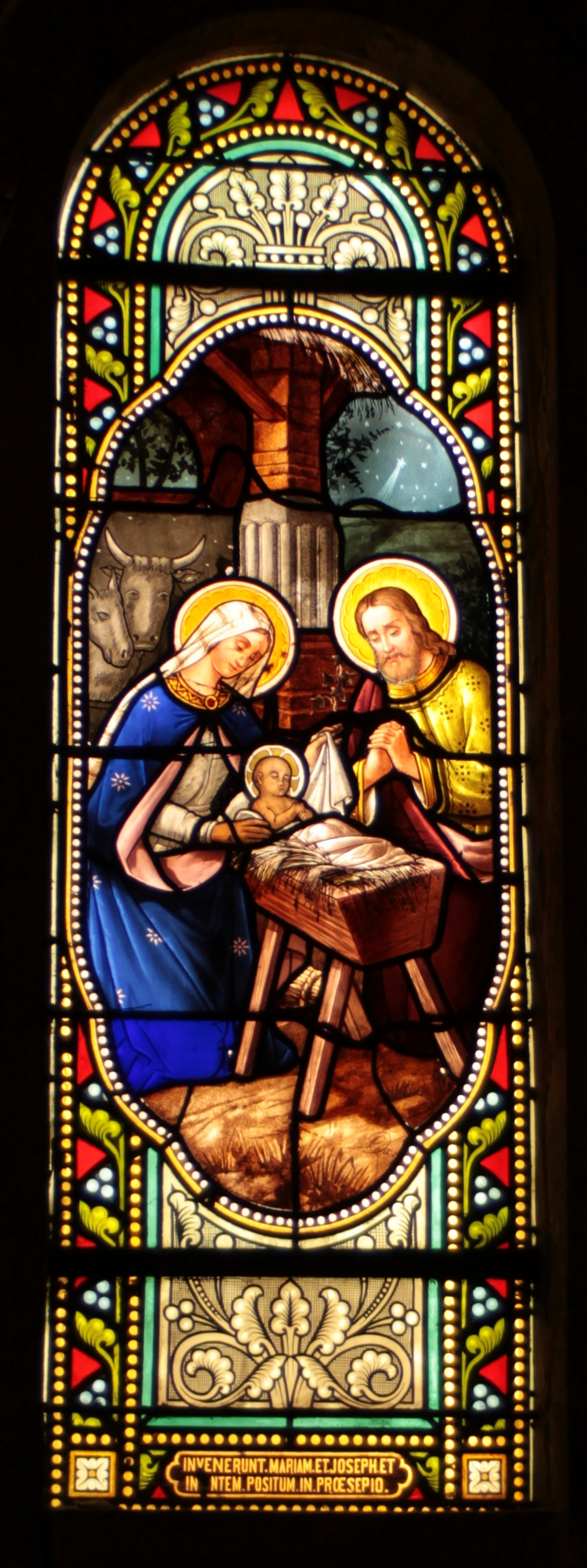
Vitrail de la Nativité.
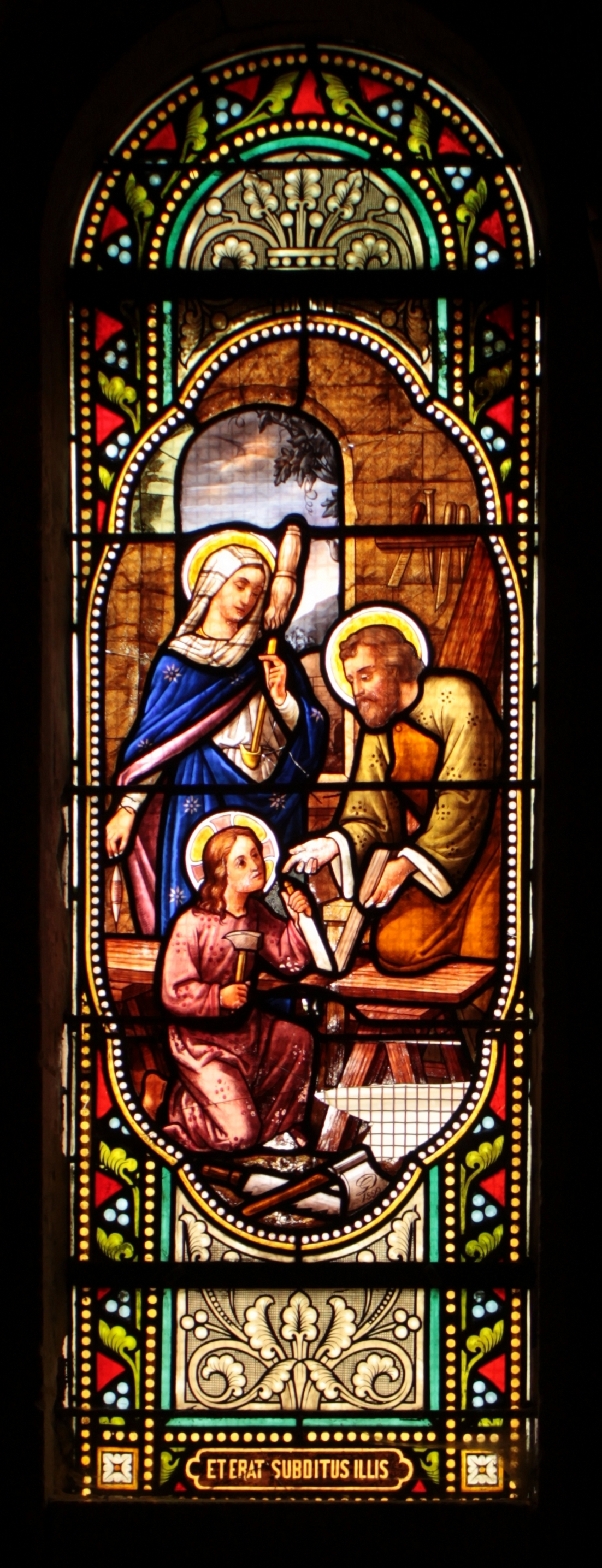
Vitrail de l'apprentissage de Jésus au métier de son père, saint Joseph.
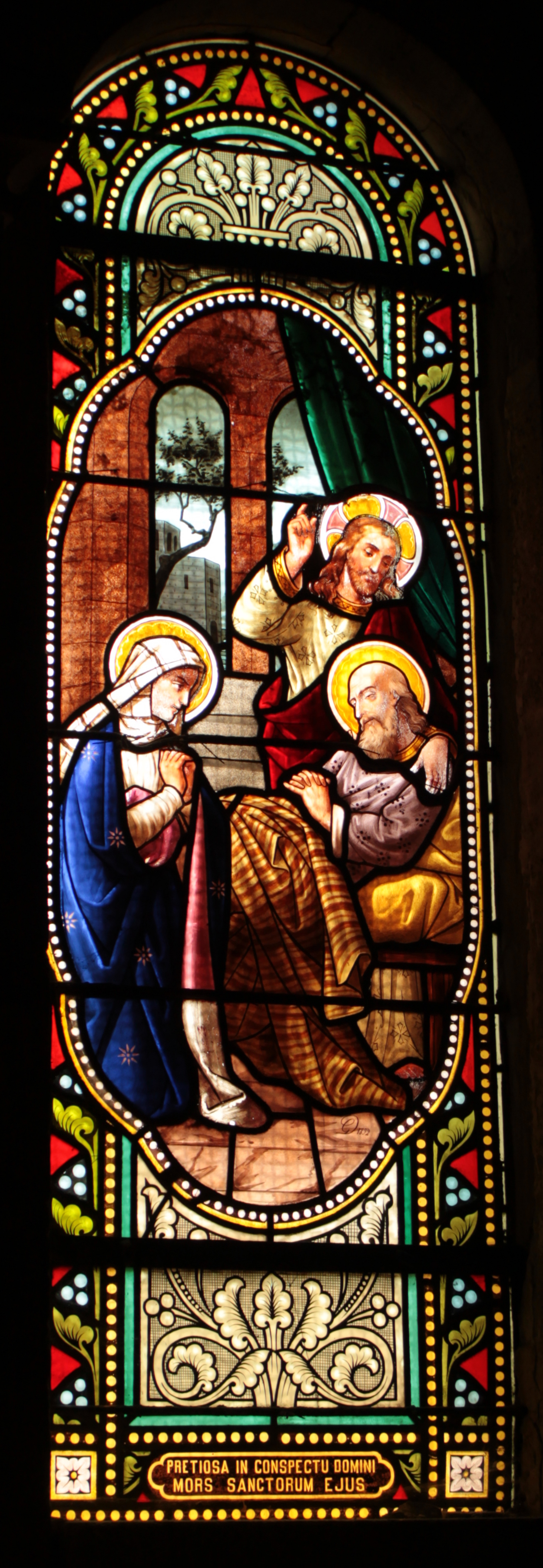
Vitrail de la mort de saint Joseph.